# 前田愛 (配音員)
前田愛（日语：／ Maeda Ai，1975年4月19日—），日本女性配音員、歌手。出身於兵庫縣神戶市。身高155cm。A型血。

## 簡介
青二Production所屬，青二塾大阪校第11期畢業。丈夫置鮎龍太郎（2013年1月27日結婚）也從事配音工作。

## 經歷、人物
高中一年級熱衷動畫《機動警察》，並購買了相關書籍和動畫雜誌。然後從這些書和雜誌認識到配音員是一種職業，對扮演只有聲音的各種角色很有興趣。另一方面，她從小本身就很嚮往當歌手，當得知飾演女主角可以唱片尾曲時認為「如果成為了配音員，就可以唱一首歌。」成為了她立志要當配音員的決定因素。又說看了《機動警察》後，表示將來目標是成為一名配音員。此外，與機動警察同時期的另一部動畫《魔神英雄傳2》也被提及受到其影響的作品，就這樣參加了該作品主題曲的選拔。
高中3年級通過試鏡之後，進入青二塾大阪校學習。從高中3年級到大學1年級的兩年生活，就在兩個學校的課程中度過，但是本人說已經不記得了。作為配音員出道之前，她在美少女戰士的戶外活動中穿著水手小月亮（小小兔）的皮套裝工作了大約一年。然後作為配音員的第一次演出是在1996年，在《美少女戰士Sailor Stars》的星光音樂會中擔任臨時演員。
興趣：遊戲。特別是《魔物獵人》，還加入了名為「GROUP」的遊戲組織。音域：G～F（A）。特長：歌唱。擅長方言：關西方言。

### 歌手事業
作為歌手時稱為「AiM」，而做填詞、作曲人時則稱為「Ai」。
從1990年代末到2000年代初，她負責過許多電視動畫和遊戲歌曲，而且是《戀愛占卜師》的主題曲。在數碼寶貝系列中，包括《數碼寶貝大冒險》，從擔任女主角太刀川美美的開始，她一共負責了三部作品的片尾曲，此外，她還跟負責同系列多首片頭主題曲的已故歌手和田光司組成「Kaleido☆Scope」在日本國內進行巡迴演出。

### 備考
和女演員前田愛、文藝評論家前田愛、影視製作人前田愛並非同一人。當初《青澀之戀》發售時經常被誤認為是女演員前田愛。2003年女演員前田愛為《奇諾之旅》的主角奇諾配音，也開始其歌手事業時，更令混亂的情況變得嚴重。
以前，知道她是配音員的朋友問「你演什麼角色？」，即使本人回答了，也只是隨便回覆，不過在《Yes！光之美少女5》系列中飾演水無月香戀／水天使之後，讓前田自身能演出一個普通大眾都能理解的角色，也給她留下了深刻的印象。原因是，她本來就很喜歡也很希望在光之美少女系列中演出，所以對這部作品有很深的感情。

## 演出
粗體字表示主要角色。

### 電視動畫
1996年
- 鬼太郎 (第4作)（小孩、學生B、少年B）

1998年
- 庫洛魔法使
- 青澀之戀（永倉愛美琉）

1999年
- 數碼寶貝大冒險（太刀川美美、比高獸）

2000年
- 數碼寶貝大冒險02（太刀川美美）
- 嬰兒菲力貓（日语：ベイビーフィリックス）（瑪琳）
- 爆裂戰士戰藍寶（尚州）

2001年
- ANGELIC LAYER 天使領域（隨行人員B）
- 辣妹當家（望田幸惠）
- 七虹香電擊作戰（春風〈4C'zNs〉）

2003年
- F-ZERO 法爾康傳說（日语：F-ZERO ファルコン伝説）（凱特·艾倫）
- 魔法少年賈修（大海惠（日语：ティオと大海恵））
- 哆啦A夢 (大山羨代版)（少年、女孩子）

2004年
- 混沌武士（小座）
- 冒險王比特（2004年－2006年，玻雅娜）2系列

2005年
- 異域傳說 The Animation（卯月紫苑）

2006年
- 新宇宙飛龍（阿貝雅·京子）
- 神樣家族（小森久美子[10]）
- 金色琴弦 ～primo passo～（津川麻衣、女性實況）
- 飛天小女警Z（栗子的導師）
- 不可思議星球的☆雙胞胎公主Gyu！（梅露巴）
- 真仙魔大戰（〈幼犬〉）

2007年
- Yes！光之美少女5（2007年－2009年，水無月香戀／水天使）2系列
- 鬼太郎 (第5作)（2007年－2008年，片岡千草、綠）
- 旁邊的兒童 我的火腿組（日语：はたらキッズ マイハム組）（壽水樹）
- 可愛小水滴（日语：ぷるるんっ!しずくちゃん）（2007年－2008年，小螢火蟲）2系列
- 人造昆蟲KABUTOBORG V×V（阿米莉亞）

2009年
- 怪談餐館（2009年－2010年，大空和代[11]〈亞子與文太的母親〉、西爾維亞的母親）
- 輕聲密語（早澄野江）
- 發現·體驗·我喜歡巧虎！（2009年－2011年，波吉、小雪）2系列
- ONE PIECE（2009年－，伊麗莎白、女海賊、夏洛特·賈萊特）

2010年
- STAR DRIVER 閃亮的塔科特（石野瞳）
- 妖怪少爺（2010年－2011年，花開院由羅）2系列

2011年
- 超級機械人大戰OG -The Inspector-（卡特萊亞·布蘭斯坦）

2012年
- 聖鬥士星矢Ω（羅喜）
- 女神異聞錄4（伏見千尋）

2013年
- 探險托里蘭托 -千年真寶-（喰草創術阿莉森）
- 櫻桃小丸子 (第2期)（2013年－2017年，高丸家的女兒）
- ROBOTICS;NOTES（古郡南）

2014年
- M3 ～黑色鋼鐵～（阿倉香實）
- Happiness Charge 光之美少女！（水天使）

2015年
- 境界觸發者（2015年－2016年，三雲香澄、鳩原未來）

2016年
- 美少女戰士Crystal Season III（冥王雪奈／水手冥王星）
- 啟航吧！編舟計畫（旁白）

2017年
- 虎面人W（伊麗莎白女王[12]）
- 七龍珠超（由琳）

2019年
- 星光頻道（虹之黛雅的母親、虹之咲黛雅的奶奶）

2020年
- 鬼太郎 (第6作)（石橋睦子）
- 阿薩里爾 未來的民間故事（日语：アサティール 未来の昔ばなし）（亞尼斯、薩瑪爾）
- 數碼寶貝大冒險：（2020年－2021年，瓦爾德獸）

2022年
- 數碼寶貝幽靈遊戲（明日香）

2023年
- 逃走中 THE GREAT MISSION（賽蓮）
- 希望之力～成年光之美少女'23～（水無月香戀[13]）

2024年
- 阿薩里爾2 未來的民間故事（亞尼斯[14]）

2025年
- 歲月流逝飯菜依舊美味（久礼亚的母亲）

### 電影動畫
2000年
- 數碼寶貝大冒險：我們的戰爭遊戲！（太刀川美美）
- 數碼寶貝大冒險02 前篇：數碼獸颶風登陸!!／後篇：超絕進化!!黃金的數碼裝甲（太刀川美美）

2001年
- 數碼寶貝大冒險02：超惡魔獸的逆襲（太刀川美美）

2004年
- 魔法少年賈修：第101個魔物（大海惠（日语：ティオと大海恵））

2005年
- 魔法少年賈修：機械巴爾漢來襲（大海惠）

2007年
- 劇場版 Yes！光之美少女5：鏡之國的奇蹟大冒險！（水無月香戀／水天使）

2008年
- 劇場版 Yes！光之美少女5GoGo！甜點王國歡樂的生日聚會♪（水無月香戀／水天使[15]）
- 劇場版 戰術魔法士（日语：ストレイト・ジャケット）（萊鈴·席蒙滋）

2009年
- 劇場版 光之美少女 All Stars DX：大家都是朋友☆奇蹟的全員大集合！（水無月香戀／水天使）

2010年
- 光之美少女 All Stars DX2：希望之光☆守護彩虹寶石！（水無月香戀／水天使）

2011年
- 光之美少女 All Stars DX3：傳達到未來！連結世界☆彩虹之花！（水無月香戀／水天使）

2012年
- 名偵探柯南：第11位前鋒（廣播）

2014年
- 劇場版 光之美少女 All Stars New Stage3：永遠的朋友（水無月香戀／水天使）

2015年
- PERSONA3 THE MOVIE#3-4（伏見千尋）

2017年
- Eureka Seven Hi-Evolution 1（家族B）

2018年
- 於離別之朝束起約定之花（米莉亞）
- 劇場版 HUG！光之美少女♡光之美少女 All Stars Memories（水無月香戀／水天使[16]）

2021年
- 劇場版 美少女戰士Eternal（冥王雪奈／水手冥王星[17]）
- 劇場版 Healin' Good ♥ 光之美少女 夢想的小鎮心動不已！GoGo！大變身!!（日语：映画 ヒーリングっど♥プリキュア ゆめのまちでキュン!っとGoGo!大変身!!）（水無月香戀／水天使[18]）

2023年
- 劇場版 美少女戰士Cosmos（冥王雪奈／水手冥王星）

### OVA
1994年
- 我們的意亂情迷不歸路（日语：ぼくはこのまま帰らない）（女性）

1997年
- 魔法王國的俏皮小公主（日语：でたとこプリンセス）（妻）

2000年
- 傳心 守護月天！（愛原花織）

2001年
- 聖魔戰記2 永遠的奇蹟（日语：スペクトラルフォース）（蘭潔）

2005年
- 跟麵包超人開始吧！ 用歌和手玩樂第1步（兔子寶寶）

2007年
- 戰術魔法士（日语：ストレイト・ジャケット）（萊鈴·席蒙滋）

2008年
- 跟哆啦A夢一起 跟哆啦美一起完成（哈爾）

2010年
- 最後一戰：光環傳奇（柯塔娜）

### 網路動畫
- 異域傳說二部曲 to 三部曲 a missing year ～U.M.N.被封印的零碎真相～（日语：ゼノサーガ エピソードII to III a missing year）（2006年，卯月紫苑）
- 美少女戰士Crystal（2015年，冥王雪奈／水手冥王星[19]）

### 遊戲
1997年
- Comic Road（日语：こみっくろーど）（吉田真由美）
- Saturn炸彈人Fight!!（日语：サターンボンバーマンファイト!!）（劉易西亞）
- 光明力量III（瑪斯玖玲）
- 金屬天使3（莫莉·史密斯、夕凪京呼）
- 夢幻模擬戰IV（潔西卡）

1998年
- 青澀之戀（永倉愛美琉）
- （波音由紀）
- 星之丘學園物語 學園祭（日语：星の丘学園物語 学園祭）（花菱靜香）
- YAKATA NIGHTMARE PROJECT（日语：YAKATA NIGHTMARE PROJECT）（藤沼友里惠）
- 夢幻模擬戰V ～The End of Legend～（潔西卡）
- 灣岸審判LOVE（倉石繪里）

1999年
- 學園戰隊Sol Blast（日语：学園戦隊ソルブラスト）（百合澤美織）
- 精靈幻境2（小女神羅尼）
- 聖魔戰記 愛與邪惡（日语：スペクトラルフォース）（提納）

2000年
- 青澀之戀2（永倉愛美琉）
- 勇者之光 ～for windows～（優里·安得拉格）

2001年
- 決戰II（理理、美美、留留）
- 英雄戰記（日语：ウィークネスヒーロー トラウマン）（土倉紀色）
- 鑽孔先生（日语：ミスタードリラー）（2001年－2002年，畠山江栗、侯蘭卡、希塔魯）2作品[注 1]

2002年
- Innocent Tears（日语：Innocent Tears (ゲーム)）（吉野砂姬）
- Thread Colors ～再見的另一面～（日语：Thread Colors〜さよならの向こう側〜）（鳴瀧葵）
- 異域傳說首部曲［權力意志］（卯月紫苑）
- 如此地湛藍…（日语：果てしなく青い、この空の下で…。）（松倉藍）

2003年
- （老師、鈴丸）
- Only you -熱鬥學園-（輕井澤成美）

2004年
- 片神名 ～喪失的因果律～（日语：片神名〜喪われた因果律〜）（高倉未奈美）
- 魔法少年賈修 友情搭檔作戰（日语：金色のガッシュベル!! 友情タッグバトル）（大海惠（日语：ティオと大海恵））
- 魔法少年賈修（2004年－2005年，大海惠）4作品[注 2]
- 魔法少年賈修 激鬥！最強的魔物們（日语：金色のガッシュベル!! 激闘!最強の魔物達）（大海惠）
- 魔法少年賈修 友情的電擊2（日语：金色のガッシュベル!! うなれ!友情の電撃2）（大海惠）
- SIMPLE2000系列（2004年－2006年，鳴瀧葵、瑪麗娜·里亞·斯福爾扎）2作品[注 3]
- 異域傳說二部曲［善惡的彼岸］（卯月紫苑）
- 異域傳說Freaks（日语：ゼノサーガ フリークス）（卯月紫苑）
- 戰國無雙（阿市、新武將女）2作品[注 4]

2005年
- 魔法少年賈修 友情的電撃 Dream Tag Tournament（日语：金色のガッシュベル!! うなれ!友情の電撃 ドリームタッグトーナメント）（大海惠）
- 白銀鳥籠（日语：しろがねの鳥籠）（帕特）
- NAMCO x CAPCOM（卯月紫苑）
- 冒險王比特 黑暗世紀（玻雅娜）
- 裝甲警備隊SF（日语：リモートコントロールダンディSF）（蘿拉）

2006年
- 少女戀愛革命★Love Revo!!（日语：乙女的恋革命★ラブレボ!!）（2006年－2010年，荻野梨惠）2作品[注 5]
- THE 來製作機器人吧！～激鬥！機器人戰士（日语：THE ロボットつくろうぜっ! 激闘!ロボットファイト）（來宮明日香、草壁梅）
- 異域傳說I·II（日语：ゼノサーガI・II）（卯月紫苑）
- 異域傳說三部曲［查拉圖斯特拉如是說］（日语：ゼノサーガ エピソードII［善悪の彼岸］）（卯月紫苑）
- 戰國無雙2（2006年－2007年，阿市）3作品[注 6]
- 純愛手札 Girl's Side 2nd Kiss（西本春日）
- 戀愛情結 ～Punch DE 幽默小品～（田中千春）
- 摔角天使 生存者（日语：レッスルエンジェルス サバイバー）（越後忍、優香）

2007年
- Yes！光之美少女5（水無月香戀／水天使）
- Orange Honey ～我愛上你了～（芝崎那智）
- 戰國無雙KATANA（日语：戦国無双KATANA）（阿市）
- 龍騎士之歌（日语：ドラグナーズアリア 竜が眠るまで）（尤菲·科姆）
- 無雙OROCHI（阿市）
- 飄流幻境Online（瑪麗亞）

2008年
- 紅線 DS（中西優梨）
- StreetGears（日语：StreetGears）（露娜）
- 夢幻之星0（日语：ファンタシースターZERO）（安娜[20]）
- 女神異聞錄4（伏見千尋）
- 無雙OROCHI 蛇魔再臨（阿市）
- 聖劍同盟（尼采、烏迪）
- 符文工廠2（由繪、艾莉雅）

2009年
- 旋光輪舞 Dis-United Order（日语：旋光の輪舞 Dis-United Order）
- 戰國無雙3（2009年－2011年，阿市）3作品[注 7]
- （旁白）
- 無雙OROCHI Z（阿市）
- LUNAR ～HARMONY of SILVER STAR～（女神阿爾特納）

2010年
- 暮蟬悲鳴時絆 第四卷·絆（公由志乃）

2011年
- STAR DRIVER 閃亮的塔科特 銀河美少年傳說（石野瞳）
- 戰國無雙 Chronicle（阿市）
- 無雙OROCHI 2（2011年－2013年，阿市）4作品[注 8]

2012年
- 戰國無雙 Chronicle 2nd（阿市[21]）

2013年
- 噬神者2（玩家聲音）
- 數碼寶貝大冒險（太刀川美美[22]）

2014年
- M3 ～黑色鋼鐵～///MISSION MEMENTO MORI（阿倉香實[23]）
- 戰國無雙 Chronicle 3（日语：戦国無双 Chronicle 3）（阿市[24]）
- 戰國無雙4（阿市[25]）
- 討鬼傳 極（虛海[26]）

2015年
- 影牢 ～惡夢公主～（維吉利耶[27]）
- 動物朋友（羅氏長頸鹿、大鱷龜[28]、Tamama）
- 異度神劍X（頭像語音〈王道〉[29]）
- 數碼寶貝物語 網路偵探（小夜[30]）[注 9]
- 暮蟬悲鳴時粹（公由志乃）

2016年
- 超級機器人大戰OG THE MOON DWELLERS（伊拉多亞·庫華）

2017年
- 光之美少女連線消除（日语：プリキュア つながるぱずるん）（水無月香戀／水天使）
- 異度神劍2（阿斯特爾）

2018年
- GI-VICTORY ROAD（坂下淀 [31]）
- 超級機器人大戰X-Ω（日语：スーパーロボット大戦X-Ω）（古尼拉·格拉納）

2019年
- 魔法少年賈修 Golden Memories（大海惠）

2020年
- 魔法氣泡!! Quest（日语：ぷよぷよ!!クエスト）（2020年－2021年，水手冥王星[32]／超級水手冥王星／Eternal水手冥王星[33]、水天使[34]）
- 放置少女 ～百花繚亂的萌姬們～（日语：放置少女〜百花繚乱の萌姫たち〜）（步隲、衛青）

2021年
- 戰國無雙5（阿市[35]）
- 言靈戰士（日语：共闘ことばRPG コトダマン）（大海惠）

### 廣播劇CD
- 魔塔大陸 於蒼穹之際傳唱詩歌不絕的少女 side.歐莉卡（沙耶）
- Orange Honey系列（芝崎那智）
- 終焉的年代記（風見千里）
- Kuranoa（日语：クラノア）系列（透子）
  - Kuranoa Hello Again
  - Kuranoa Yesterday once more
  - Kuranoa another girl
  - Kuranoa close to you
- 幸運情人草（日语：クローバー (稚野鳥子の漫画)）（柏原留美）
- Cobalt 收錄 鏡中城堡的美美（日语：鏡のお城のミミ）（美美）
- 異域傳說OUTER FILE Vol.1－3（卯月紫苑）
- 殭屍屋麗子（日语：ゾンビ屋れい子）（笑美子）
- DARK EDGE（日语：DARK EDGE） 開始的預備鐘聲（岡本香奈）
- 給月亮和你的花束～千早的挑戰（弓削千早）
- Dollyholic（瑪西羅、片白[36]）
- 妖怪少爺（花開院由羅）
- 在這片無盡的藍天之下…。（日语：果てしなく青い、この空の下で…。）（松倉藍，2001年）
- 花宵羅曼史（日语：花宵ロマネスク）系列（桐原珠美）
- 星空學園（染谷由香里）
- 女神異聞錄3（伏見千尋）
  - Full Moon
- 系列（千鳥寧寧）
  - 第一譚 
  - 第二譚 
  - 第三譚 天狗草紙[37]
- 封神演義（白鶴童子）
- 守護月天！再逢（愛原花織）
- Missing（日语：Missing (小説)） 呼喊的故事（遠見梨花子）
- 聖劍同盟 ～聖劍武勇傳～（尼采、烏迪）
- 戀愛情結系列（田中千春）
- Love Monster 愛的魔怪（日语：ラブ・モンスター）（桃）
- Limited. PICARESQUE（永峯泉美）
- 狂野歷險2 Wild Arms 2nd 廣播劇原聲帶（日语：ワイルドアームズ セカンドイグニッション#ドラマCD） 原聲廣播劇（瑪麗娜·伊靈頓）

### 外語配音

#### 電影
- 追殺比爾 Vol.1 動畫章節（小時候的石井御蓮）

#### 動畫
- 大力士（英语：Hercules (1998 TV series)）（女性）

### 綜藝節目
- 動畫名曲排行榜（主持人）
- （主持人）
- SMAP×SMAP（旁白）
- 看清世界！電視特搜部（日语：世界まる見え!テレビ特捜部）（聲音演出）
- 30位動畫人物角色的臉讓你一次看個夠 春季新作特輯（日语：大胆MAP）（在節目中介紹前田她的配音代表作《Yes！光之美少女5》主角水無月香戀，朝日電視台，2008年4月6日播出）

### 廣播節目
年份不詳
- 宮川勝的你是什麼人?!（日语：宮川賢の誰なんだお前は?!）（TBS廣播：海王星單元助理）
- 異域傳說 Furi Furi Cast（網路電台：時期不明）

1997年
- 青澀之夜（TBS廣播）

1998年
- 歸來的青澀之夜（日语：帰ってきたセンチメンタルナイト）（TBS廣播）
- 前田家的野望（網路電台：4月－？月）

1999年
- 只有青澀之夜2（日语：onlyセンチメンタルナイト2）（TBS廣播）
- a-FANFAN（3月－2000年9月）

2001年
- 星期五（大阪電台：4月－9月）

2002年
- AiM的意外被治癒了！（文化放送：10月－2003年12月27日）

2005年
- TOKYO→NIIGATA MUSIC CONVOY（日语：TOKYO→NIIGATA MUSIC CONVOY） 星期二（FM PORT（日语：新潟県民エフエム放送）：12月份導航）

2006年
- 木內玲子與前田愛 我想做動畫!!（網路電台：放送月份不明）

2007年
- NISSAN Cinema Maison（日语：NISSAN シネマ・メゾン）（日本放送：4月2日－9月24日）

2010年
- 妖怪少爺電台 百鬼夜Go！（第15回嘉賓）

### 廣告
- 集英社（與神谷浩史共同，電台廣告）
- P ARK（日语：ピーアークホールディングス）
- Margaret Comics（日语：マーガレットコミックス）（瑪格麗特、Cookie（日语：Cookie (雑誌)）、別冊瑪格麗特、Ribon、RIBON MASCOT COMICS（日语：りぼんマスコットコミックス））

### 其它
- 那些我們聽過的歌曲（日语：あの歌がきこえる）
- 戀愛音樂小說
- 產經體育「Yell Message 第3章」
- 綜合格鬥技柏青哥 高校鐵拳傳（日语：高校鉄拳伝タフ）（三宮華音）
- juicy na（日语：大塚ベバレジ）店頭VP（旁白）
- 趣味悠悠（日语：趣味悠々） 用山田香織的迷你盆景製作的小景觀（旁白）
- 看清世界！電視特搜部（日语：世界まる見え!テレビ特捜部）（節目的日語配音）
- 台灣《開拓動漫畫情報誌》2008年第八卷第一至二號日本聲優隨筆專欄〈青山二丁目通信〉第20、21回

## 音樂作品

### 影像作品

#### Music Clip
| 枚數 | 發行日期      | 影像名稱（日文名稱）              | 規格編號  | 最高排名 |
| ---- | ------------- | --------------------------------- | --------- | -------- |
| 1    | 2001年2月21日 | 音樂PV & 幕後花絮「總是隨時」（ミュージッククリップ&メイキング「いつも いつでも」） | NEBM-1001 |          |

### 角色歌曲
| 發行日期 | 標題                                                                       | 名義 | 曲名                | 備註                                       |
| 1997年   | 1997年                                                                     | 1997年 | 1997年              | 1997年                                     |
| -------- | -------------------------------------------------------------------------- | --- | ------------------- | ------------------------------------------ |
| 6月21日  | 青澀之戀4 私立萌黃女子高校 3年D組出席編號23號「永倉愛美琉」                | 永倉愛美琉（前田愛） | 「」                | 遊戲《青澀之戀》相關歌曲                   |
| 1998年   |                                                                            | |                     |                                            |
| 1月14日  | 炸彈人精選輯'98                                                            | 劉易西亞（前田愛） | 「」                | 遊戲《Saturn炸彈人Fight!!》相關歌曲        |
| 11月27日 | 星之丘學園物語 學園祭 特別歌唱專輯                                         | 花菱靜香（前田愛） | 「RENAISSANCE」     | 遊戲《星之丘學園物語 學園祭》相關歌曲      |
| 2003年   |                                                                            | |                     |                                            |
| 7月24日  | 魔法少年賈修 角色歌曲系列 LEVEL.4                                          | 大海惠（前田愛） | 「」                | 電視動畫《魔法少年賈修》相關歌曲           |
| 7月24日  | 魔法少年賈修 角色歌曲系列 LEVEL.4                                          | 大海惠（前田愛）、蒂歐（釘宮理惠）                                                                                       | 「」                | 電視動畫《魔法少年賈修》相關歌曲           |
| 2007年   |                                                                            | |                     |                                            |
| 4月24日  | Yes！光之美少女5 歌唱專輯1 ～青春乙女LOVE&DREAM～                          | 水無月香戀（前田愛） | 「Heavenly Blue」   | 電視動畫《Yes！光之美少女5》相關歌曲       |
| 11月9日  | Yes！光之美少女5 歌唱專輯2 ～VOCAL EXPLOSION！～                           | 水無月香戀（前田愛） | 「」                | 電視動畫《Yes！光之美少女5》相關歌曲       |
| 11月9日  | Yes！光之美少女5 歌唱專輯2 ～VOCAL EXPLOSION！～                           | Precure 5 | 「」                | 電視動畫《Yes！光之美少女5》相關歌曲       |
| 2008年   |                                                                            | |                     |                                            |
| 8月6日   | Yes！光之美少女5GoGo！ 歌唱專輯1 My dear friend ～來自光之美少女的邀請函～ | Precure 5 | 「Shine 5 Hearts」  | 電視動畫《Yes！光之美少女5GoGo！》相關歌曲 |
| 10月1日  | 哆啦A夢的來唱來玩吧放送局!!                                                | 廁所王子（伊倉一惠）、拖鞋3人（笠原留美、前田愛、今野宏美）、美代（神田朱未）、太郎（鐵炮塚葉子）、勝（日比愛子）        | 「」                | 電視動畫《哆啦A夢》相關歌曲                |
| 12月3日  | Yes！光之美少女5GoGo！ 歌唱專輯2 SWITCH ON！ ～然後世界開始延展～          | 秋元小町（永野愛）、水無月香戀（前田愛）                                                                                 | 「」                | 電視動畫《Yes！光之美少女5GoGo！》相關歌曲 |
| 12月3日  | Yes！光之美少女5GoGo！ 歌唱專輯2 SWITCH ON！ ～然後世界開始延展～          | 秋元小町（永野愛）、水無月香戀（前田愛）                                                                                 | 「」                | 電視動畫《Yes！光之美少女5GoGo！》相關歌曲 |
| 12月3日  | Yes！光之美少女5GoGo！ 歌唱專輯2 SWITCH ON！ ～然後世界開始延展～          | Precure 5 plus 胡桃 | 「」                | 電視動畫《Yes！光之美少女5GoGo！》相關歌曲 |
| 2009年   |                                                                            | |                     |                                            |
| 12月23日 | 輕聲密語 原聲廣播劇CD                                                      | 蓮賀朋繪（原田瞳）、當麻宮子（齋藤千和）、早澄野江（前田愛）、蒼井梓（牧口真幸）、關寺晶（早水理沙）、村雨天海（大川透） | 「」                | 電視動畫《輕聲密語》相關歌曲               |
| 2010年   |                                                                            | |                     |                                            |
| 8月18日  | Sparky☆Start                                                               | 片手☆SIZE | 「Sparky☆Start」    | 電視動畫《妖怪少爺》片尾主題曲             |
| 8月18日  | Sparky☆Start                                                               | 片手☆SIZE | 「」                | 電視動畫《妖怪少爺》相關歌曲               |
| 11月17日 | Symphonic☆Dream                                                            | 片手☆SIZE | 「Symphonic☆Dream」 | 電視動畫《妖怪少爺》片尾主題曲             |
| 11月17日 | Symphonic☆Dream                                                            | 片手☆SIZE | 「」                | 電視動畫《妖怪少爺》相關歌曲               |

### 參加作品
2000年
- 數碼寶貝大冒險02 最好的拍檔(5) 太刀川美美 & 巴魯獸（7月26日）
- 數碼寶貝大冒險02 奇幻的聖誕節（11月2日）

2001年
- 青澀之戀2 超級精選（9月29日）
- 戀愛占卜師 聖誕之夜（10月30日）
- 數碼獸馴獸師 聖誕幻想（11月7日）
- We Love DiGiMONMUSiC SPECIAL 給繼承勇氣的孩子們 -御台場紀念日8/1計劃-（7月24日）

2004年
- Happy Tomorrow☆（2月25日）

2005年
- 白銀鳥籠（日语：しろがねの鳥籠）（10月13日）

2006年
- 原聲音樂CD（3月15日）

2007年
- （6月27日）
- 數碼寶貝10週年紀念 -通往夢的橋樑-（8月1日）

2010年
- 妖怪少爺 角色CD 家長可奈／花開院由羅（日语：ぬらりひょんの孫のディスコグラフィ#家長カナ／花開院ゆら）（12月15日）

2011年
- Orange Smile（日语：ぬらりひょんの孫のディスコグラフィ#Orange Smile）（片手☆SIZE【平野綾、堀江由衣、前田愛】、7月27日）
- Departure（日语：ぬらりひょんの孫のディスコグラフィ#Departure）（片手☆SIZE【平野綾、堀江由衣、前田愛】、10月26日）

發表年份不詳
- Just for Your Life（「Belc（日语：ベルク (企業)）」主題歌曲）[38][39]

## 影像演出

### DVD
- 妖怪少爺 ～百鬼夜行之宴～（2011年4月28日）

## 腳註

## 外部連結
- 前田愛｜青二Production （日語）
- 前田愛・AiM的X（前Twitter） （日語）
- 和田光司 / 前田愛的X（前Twitter） （日語）
- 前田愛 （页面存档备份，存于） （日語）—Talent Date Bank
- 前田愛 （页面存档备份，存于） （日語）—日本藝人名鑑（日语：日本タレント名鑑）
- （日語）—WEB THE TELEVISION（日语：ザテレビジョン）
- 前田愛 （页面存档备份，存于） （日語）—oricon
- 前田愛 （页面存档备份，存于） （日語）—MOVIE WALKER PRESS（日语：MOVIE WALKER PRESS）
- 前田愛 （页面存档备份，存于） （日語）—電影.com（日语：映画.com）
- 前田愛 （页面存档备份，存于） （日語）—allcinema（日语：allcinema）
- 日本電影數據庫（JMDb）上前田愛 (配音員)的資料（日語）